# Monein
Monein – miejscowość i gmina we Francji, w regionie Nowa Akwitania, w departamencie Pireneje Atlantyckie.
Według danych na rok 1990 gminę zamieszkiwały 4032 osoby, a gęstość zaludnienia wynosiła 50 osób/km² (wśród 2290 gmin Akwitanii Monein plasuje się na 104. miejscu pod względem liczby ludności, natomiast pod względem powierzchni na miejscu 54.).